# Sargajaure
Sargajaure är en sjö i Arvidsjaurs kommun i Lappland och ingår i Piteälvens huvudavrinningsområde. Sjön har en area på 1,16 kvadratkilometer och ligger 366,1 meter över havet. Sjön avvattnas av vattendraget Abmoälven.

## Delavrinningsområde
Sargajaure ingår i det delavrinningsområde (732022-163893) som SMHI kallar för Utloppet av Sargajaure. Medelhöjden är 393 meter över havet och ytan är 8,45 kvadratkilometer. Räknas de 12 avrinningsområdena uppströms in blir den ackumulerade arean 121,72 kvadratkilometer. Abmoälven som avvattnar avrinningsområdet har biflödesordning 2, vilket innebär att vattnet flödar genom totalt 2 vattendrag innan det når havet efter 189 kilometer. Avrinningsområdet består mestadels av skog (82 procent). Avrinningsområdet har 1,17 kvadratkilometer vattenytor vilket ger det en sjöprocent på 13,8 procent.